# Sandhjælme
 Ikke at forveksle med Marehalm (art).
Sandhjælme (Ammophila arenaria), ofte skrevet sand-hjælme, er en op til 150 cm høj urt, der findes i klitter og på sandstrande. I Danmark er den især almindelig i Vestjylland.
Sandhjælme forveksles ofte med marehalm. De kan skelnes på blomsterstanden, for hvor sandhjælme har en cylindrisk dusk, dér har marehalm et toradet aks (meget lig det, man ser hos kvik).

## Beskrivelse
Sandhjælme er en flerårig græsart med en tueformet, men senere også fladedækkende vækstform. De grundstillede blade er delvist indrullede og linjeformede med fint tandet (skarp) kant og lang spids. Begge bladsider er lyst blågrå. Blomstringen sker i juli-august, hvor man finder blomsterne samlet i småaks, der tilsammen danner en næsten hvid, endestillet dusk. Småaksene er enblomstrede og cirka 1 centimeter lange.
Rodnettet består dels af lange, underjordiske stængler og dels af trævlede rødder fra knæene på jordstænglerne.
Højde x bredde og årlig tilvækst: 1,50 x 1,00 m (150 x 100 cm/år), heri ikke medregnet blade fra udløberne.

## Voksested
Sandhjælme er udbredt langs Europas vestkyst fra Portugal til Færøerne og Nordnorge. Den findes også langs de indre danske farvande og i Østersøen helt ind til Gotland og Estland. Arten er knyttet til fuldstændigt lysåbne sandflader og klitter, hvor den optræder som pionerplante. Den er almindelig langs de danske kyster og på indlandsklitter.
Den er typisk for den hvide klit. I den grå klit findes den sammen med bl.a. kløvtand, revling, rensdyrlav, sandskæg og sandstar

## Anvendelse
Sand-Hjæme bruges til at "binde" klitter og dæmpe sandflugt. Af samme grund er arten naturaliseret mange steder i verden, blandt andet i Norge, hvor den konsekvent kaldes marehalm.
Arten har været til stor hjælp for landbruget på Jæren, hvor lensmanden M.A. Grude gik i spidsen for indførslen af "marehalm" (dvs. Sand-Hjælme) fra Danmark og plantede læbælter af nåletræer langsmed stranden for at standse den sandflugt, der var til så megen skade. Lokalbefolkningen var lykkelig, mens forfatteren Alexander Kielland var harm over, hvordan hans skønne Jæren blev raseret med "pig-træer" fra Østlandet.

## Krydsning med bjergrørhvene
Arten kan krydse sig med bjergrørhvene. Krydsningen, der kaldes Østersø-hjælme, ligner mest sandhjælme, men har en større og løsere dusk, der er brunlig.